# ميخائيل ليو
ميخائيل ليو (بالهولندية: Michael Lew)‏ هو عالم هولندي، ولد في 19 أبريل 1965.